# Parasemia albulae
Parasemia albulae är en fjärilsart som beskrevs av Charles Constant Wilfrid Kilian 1897. Parasemia albulae ingår i släktet Parasemia och familjen björnspinnare. Inga underarter finns listade i Catalogue of Life.